# 黑鰓深海狗母魚
黑鰓深海狗母魚（学名：Bathypterois perceptor）為輻鰭魚綱仙女魚目青眼魚亞目爐眼魚科的一種，分布於西印度洋莫三比克及馬達加斯加外海海域，屬深海底棲性魚類，深度700-1600公尺，體長可達16公分，棲息在底層水域，生活習性不明。